# (31712) 1999 JZ52
1999 JZ52 (asteroide 31712) é um asteroide da cintura principal. Possui uma excentricidade de 0.10676810 e uma inclinação de 6.46186º.
Este asteroide foi descoberto no dia 10 de maio de 1999 por LINEAR em Socorro.